# 树德桥
树德桥，位于江西省上饶市婺源县（旧属安徽省徽州府）赋春镇严田村，严田古樟旁。石拱桥长13米、宽6.5米、高6米。
树德桥已列为婺源县文物保护单位。 